# Stadtbrunnen (Weismain)

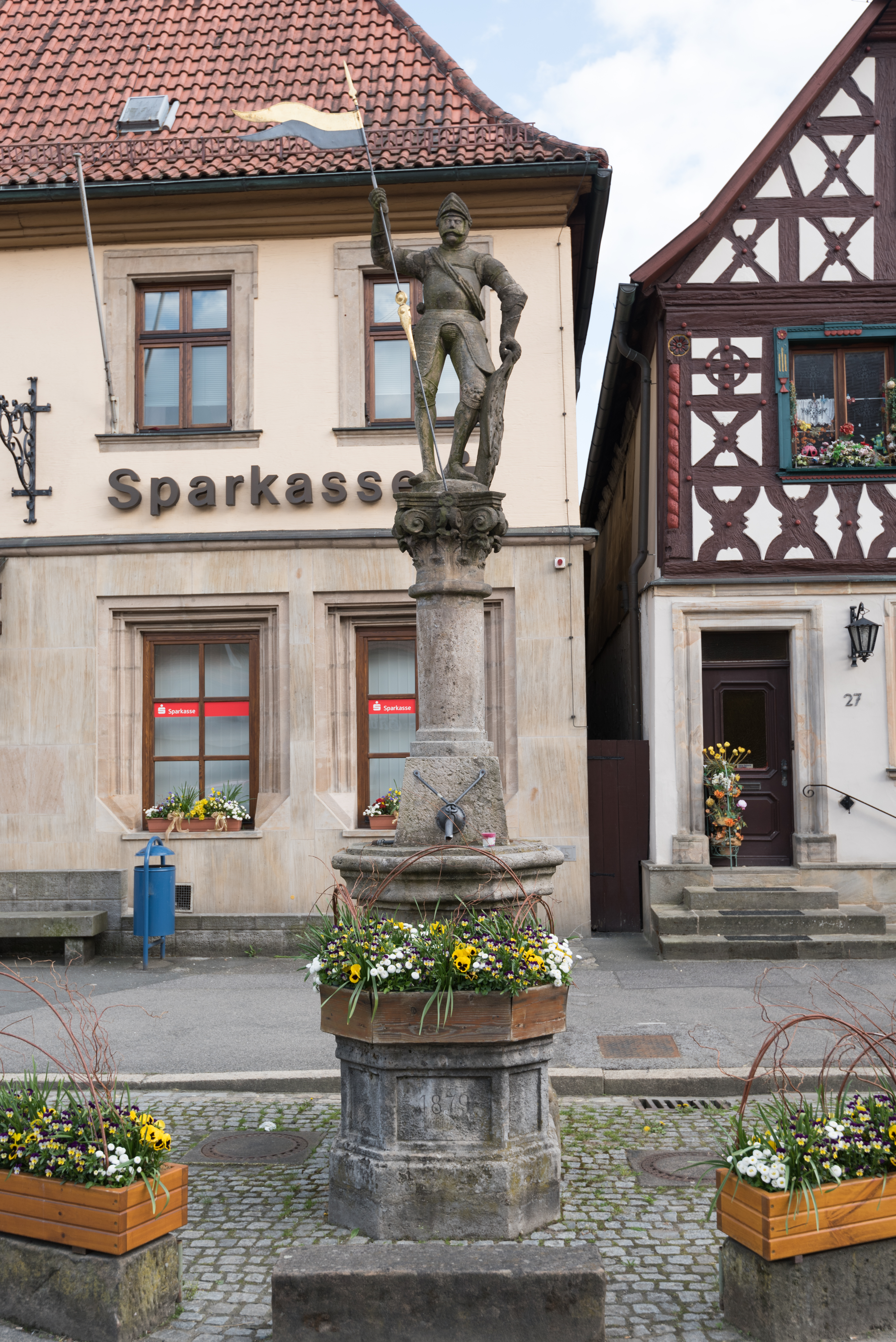
Stadtbrunnen in Weismain

Der Stadtbrunnen auf dem Marktplatz von Weismain entstand zwischen 1572 und 1577. Der achteckige Sockel aus Kalkstein und Sandstein trägt eine runde Säule mit korinthischem Kapitell. Darauf die lebensgroße Figur eines gerüsteten Ritters aus Sandstein mit Fahne und Wappenschild. Davor ein neueres Brunnenbecken aus Sandstein in Form eines hinten abgeflachten Achtecks, im vorderen Feld die Jahreszahl 1879. Der Brunnen ist ein geschütztes Kulturdenkmal.
Den Brunnen, einschließlich der Wasserleitung, ließ der Rat der Stadt Weismain in den Jahren von 1572 bis 1577 mit einem Kostenaufwand von 400 Gulden errichten. Die Felder des ehemals die Säule umgebenden Brunnenbeckens sind nicht erhalten. Sie waren versehen mit Abbildungen und Namen der damaligen Ratsmitglieder, darunter dem des in Weismain gebürtigen Chorherrn des Bamberger Stifts St. Stefan, Otto Neydecker.
Der Brunnen stand ursprünglich in der Mitte des Marktplatzes, etwa auf Höhe des alten Rathauses an der Einmündung der Burgkunstadter Straße. Im Jahr 1830 wurde das gesamte Ensemble abgebaut, weil der Marktplatz neu gepflastert werden musste. Am 7. Juli 1860 erfolgte die Neuaufstellung, jedoch nur des sogenannten Brunnenmannes. Das heutige, kleine Brunnenbecken wurde im Jahr 1879 angefügt.

## Die Brunnenfigur: „Der Fränkische Ritter“

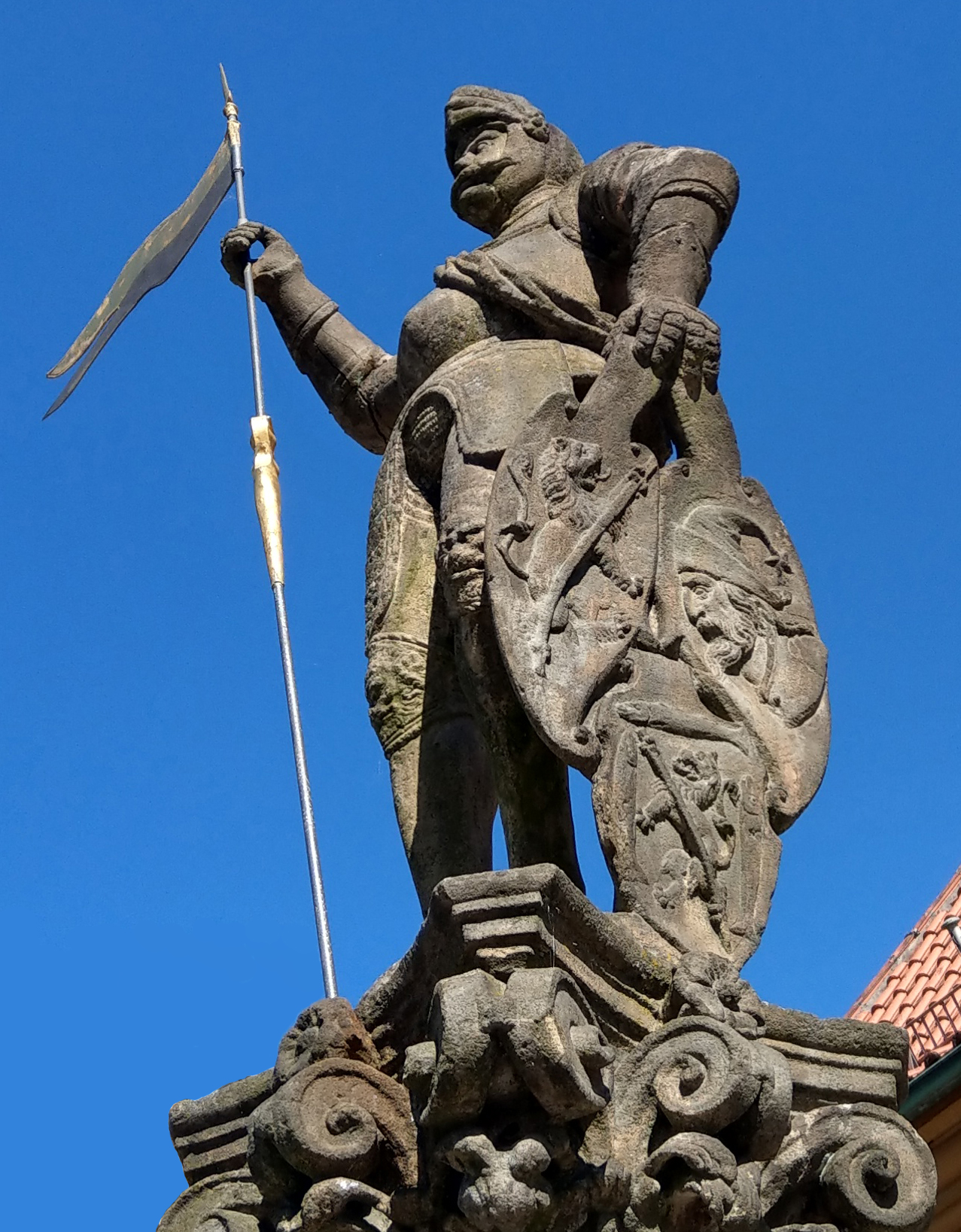
Brunnenfigur: Ritter mit Wappenschild

Die sandsteinerne Aufsatzfigur eines gerüsteten Ritters stammt mit hoher Wahrscheinlichkeit von dem für das Hochstift Bamberg wirkenden Bildhauer Pankraz Wagner, dem Erschaffer der Schönen Pforte an der Alten Hofhaltung in Bamberg. Der Ritter ist von Kopf bis Fuß in einen repräsentativen Plattenharnisch des 16. Jahrhunderts gekleidet. Dieser zeichnet sich durch historisch korrekten Detailreichtum und feine künstlerische Ausarbeitung aus. Er besitzt typische Merkmale, die sich auch bei dem Harnisch der 1572 von Wagner gefertigten Grabmalfigur des Christoph Neustetter in der Fränkischen Galerie in Kronach und bei dem des Heiligen Georg an der Schönen Pforte zur Alten Hofhaltung in Bamberg finden. Mit der linken Hand stützt sich der Ritter auf einen Zierschild, welcher die Wappen des Fürstbischofs Veit II. von Würtzburg, des Hochstifts Bamberg (Bamberger Löwe) und der Stadt Weismain trägt. Obwohl der Brunnen im Volksmund den Namen „Rolandsbrunnen“ führt, handelt es sich bei der Ritterfigur nicht um einen Roland, auch nicht um ein Symbol der Gerichtsbarkeit der Stadt, sondern um einen ritterlichen Wappenschildträger als Zeugnis der Landesherrschaft des Hochstifts Bamberg und seines damaligen Fürstbischofs Veit II. über die Stadt Weismain. Die verschiedentlich publizierte Meinung, bei der Weismainer Ritterfigur handle es sich um eine Kopie des Originals im Innenhof des Wasserschlosses Mitwitz, ist mittlerweile hinreichend widerlegt.

## Erhaltungszustand der Aufsatzfigur
Aufgrund des Alters von mittlerweile 450 Jahren und des damit verbundenen, fortschreitenden Zustands der Verwitterung des Ritters, waren in den letzten Jahren vermehrt Restaurierungsmaßnahmen notwendig – zuletzt im Jahr 2013. Im Juni 2025 wurde der Ritter vorübergehend von seinem Sockel entfernt, um ihn vor den Erschütterungen laufender Baumaßnahmen zu schützen und um eventuell notwendige Restaurierungen vorzunehmen. Ein Zeitplan zur Neuaufstellung steht derzeit (Stand Juli 2025) noch nicht fest.